# Tanichthys
Tanichthys – rodzaj słodkowodnych ryb z rodziny karpiowatych (Cyprinidae). 

## Klasyfikacja
Gatunki zaliczane do tego rodzaju:
- Tanichthys albonubes – kardynałek chiński[3], kardynałek[4]
- Tanichthys micagemmae
- Tanichthys thacbaensis

Gatunkiem typowym jest Tanichthys albonubes.